# 69

## Události
- rok čtyř císařů: po Neronově smrti jsou císaři římské říše nakrátko Galba, Otho a Vitellius; nakonec se vlády zmocňuje Vespasianus.
- vypuknutí batavského povstání proti Římské říši
- 15. ledna – zavraždění císaře Galby v Římě
- 14. dubna – bitva u Bedriaka, v níž Vitellius poráží Othonovy legie
- 24. října – bitva u Cremony, v níž Vespasianovi legáti porážejí Vitellia
- 22. prosince – Vitelliova smrt, Vespasianus uznán císařem v celé říši

## Narození
- sv. Polykarp ze Smyrny

## Úmrtí
- 15. ledna – Galba, římský císař (zavražděn) (* 24. prosince 3 př. n. l.)
- 15. dubna – Otho, 7. římský císař (sebevražda) (* 28. dubna 32)
- 22. prosince – Vitellius (zavražděn)

## Hlavy států
- Papež – Linus (64/65/66/67/68/69–77/78/79)
- Římská říše – Galba (68–69) » Otho (15. leden – 16. duben 69) » Vitellius (16. duben – 20. prosinec 69) » Vespasianus (1. červenec 69 – 79)
- Parthská říše – Vologaisés I. (51–77/78)
- Kušánská říše – Kudžúla Kadphises (30–90)
- Čína, dynastie Chan (206 př. n. l. – 220 n. l.) – Ming-ti